# Luiza Xhuvani
Luiza Xhuvani (czyt. Dżuwani) z d. Papathanasi (ur. 26 marca 1964 w Sarandzie) – albańska aktorka. 

## Życiorys
Była wychowywana przez matkę; w dzieciństwie straciła ona brata, który został rozstrzelany. W latach 1982–1986 studiowała w Instytucie Sztuk w Tiranie, na wydziale dramatu. Po ukończeniu studiów rozpoczęła pracę w Teatrze Estradowym w Sarandzie, a od 1988 w Teatrze Ludowym (alb. Teatri Popullor) w Tiranie.
Na dużym ekranie zadebiutowała jeszcze w okresie studiów. Za rolę nauczycielki Diany w filmie Parullat otrzymała nagrodę na Międzynarodowym Festiwalu Filmowym w Tokio.
Była żoną znanego reżysera albańskiego, Gjergj Xhuvaniego. W czasie wyborów parlamentarnych 2009 dostała się do parlamentu z listy Socjalistycznej Partii Albanii. W listopadzie 2014 zrzekła się mandatu, po zabójstwie czterech osób dokonanym przez jej syna Kostandina w nocnym lokalu. W 2018 przyłączyła się do protestu artystów przeciwko decyzji rządu albańskiego o zburzeniu Teatru Narodowego w Tiranie.

## Nagrody i wyróżnienia
W 2003 na Festiwalu Filmowym w Tokio została wyróżniona za rolę w filmie I dashur armik. W 2004 otrzymała nagrodę na Festiwalu Teatralnym Apollon w Fierze dla najlepszej aktorki albańskiej. W 2010 została odznaczona Orderem Naima Frashëriego.

## Role filmowe
- 1983: Apasionata jako studentka
- 1986: Fjalë pa fund jako Magdalena
- 1986: Dhe vjen një ditë jako pielęgniarka
- 1987: Rrethi i kujtesës (Krąg pamięci) jako Genta
- 1988: Flutura në kabinen time jako Flutura
- 1988: Hetimi vazhdon jako inspektor prowadząca śledztwo
- 1989: Muri i gjallë (Żywy mur) jako Fata
- 1991: Bardh e zi (Białe i czarne)
- 1991: Unë e dua erën (TV) jako Era
- 1994: Dashuria e fundit jako Mariana Golemi
- 1994: Loin des barbares (Daleko od barbarzyńców) jako młoda Marieta
- 1994: Një ditë nga një jetë (Jeden dzień z życia) jako narzeczona
- 1995: Dashuria e fundit (Ostatnia miłość) jako Mariana Golemi
- 1999: Funeral Business (Przedsiębiorstwo pogrzebowe) jako Sana
- 2001: Parullat jako nauczycielka Diana
- 2004:  I dashur armik (Mój drogi wróg) jako Vefi
- 2006:  O gios tou fylaka jako Otet
- 2012: Në kërkim te kujt jako Aferdita
- 2020: Liqeni im jako matka Pasko
- 2021: The Planting of Trees jako matka
- 2023: Emily jako Yllka